# Герб Польщі
Герб Польщі — державний герб Республіки Польща. Затверджений у 1927-1989 28 статтею Конституції Республіки Польща.

## Опис
Гербом є срібний коронований орел з золотим дзьобом та кігтями на червоному щиті.

## Походження
За легендою, срібного орла, який надалі став гербом польської держави, побачив легендарний Лех разом зі своїми братами Чехом і Русом — родоначальниками слов'янських народів. У тому місці, де це трапилося, Лех заснував місто і назвав його Гнезно (Gniezno), бо орел кружляв над своїм гніздом. Спочатку орел був особистим знаком Пшемисла II, коронованого у 1295 році, однак через півстоліття він став загальнодержавним символом.

## Галерея

#### Королівство Польське

Civitas Schinesghe 1000)
Королівство Польське (966-1370)
Королівство Польське (1295–1569)
Королівство Польське (1370-1384)
Королівство Польське (1386-1569)

#### Річ Посполита

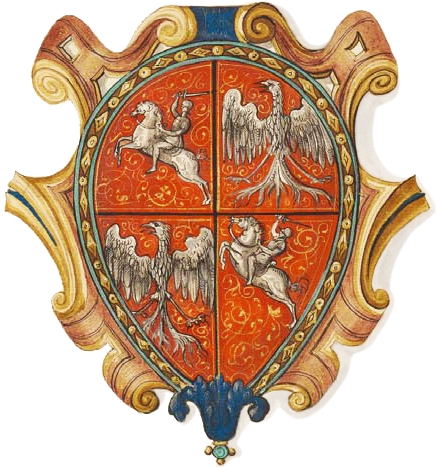
Річ Посполита (1569–1795)
Річ Посполита (1573-1574)
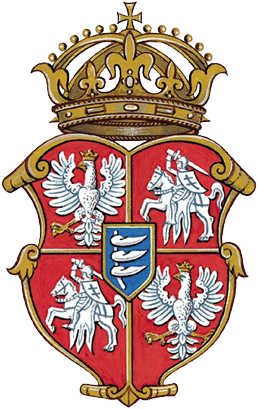
Річ Посполита (1575-1586)
Річ Посполита (1587-1668)
Річ Посполита (1669-1673)[джерело?]
Річ Посполита (1674-1696)
Річ Посполита (1704-1709)
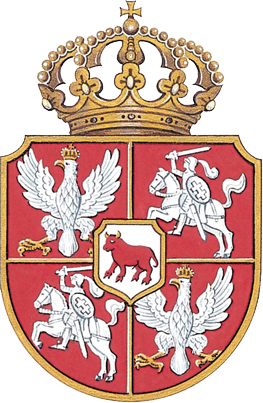
Річ Посполита (1764-1795)

### Галерея

Королівство Польське
Польський герб під час правління Людовіка Угорського (1317-1382)
Річ Посполита
Герцогство Варшавське
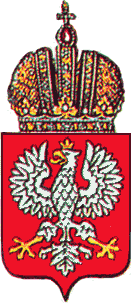
Герб Королівства Польщі
Герб Другої республіки
Польська Народна Республіка